# Alejandra Quintanilla
Alejandra Quintanilla (San Salvador, El Salvador; 5 de octubre de 1991), conocida profesionalmente como "Alejandra La Leona", "Alejandra The Lion" y "Alejandra Lion", es una luchadora profesional originaria de El Salvador que desarrolla su carrera en el circuito independiente de lucha libre estadounidense. Su trayectoria se ha caracterizado por su destacado desempeño atlético y su representación de la cultura latina, elementos que han contribuido a su reconocimiento en la industria de la lucha libre profesional.
Su experiencia incluye participaciones en relevantes promociones del circuito independiente estadounidense, incluyendo Major League Wrestling (MLW), River City Wrestling (RCW), Ring Of Honor (ROH), Major League Wrestling (MLW), All Elite Wrestling (AEW) y Consejo Mundial de Lucha Libre (CMLL).

## Carrera

#### Dallas Championship Wrestling
Hizo su debut en el ring, bajo el nombre de Alejandra The Lion, el 10 de mayo de 2018 en el evento DCW Vol. IV, obteniendo una victoria sobre su oponente Sheeva en un combate individual.

#### All Elite Wrestling
Quintanilla realizó su primera aparición en All Elite Wrestling (AEW) durante el episodio de AEW Dark emitido el 27 de julio de 2021 bajo el nombre de Alejandra Lion, ahí fue derrotada por Red Velvet. Su segunda participación en la promoción ocurrió en otro episodio de AEW Dark, transmitido el 19 de abril de 2022, donde enfrentó una derrota ante Marina Shafir.

#### Consejo Mundial de Lucha Libre
El 2 de mayo de 2025, Alejandra Quintanilla marcó un hito histórico al convertirse en la primera luchadora salvadoreña en debutar tanto en el Consejo Mundial de Lucha Libre (CMLL) como en la emblemática Arena México, representando a Major League Wrestling (MLW) durante el evento interempresarial "CMLL vs. MLW". Durante su estancia en México, Quintanilla enfrentó a destacadas figuras del elenco femenino: perdió inicialmente ante Reyna Isis en su combate debut, posteriormente cayó derrotada frente a India Sioux, La Catalina y La Jarochita, logrando su primera victoria en territorio mexicano al imponerse a Sanely el 3 de mayo.

## Campeonatos y logros
- Kickstart My Heart Wrestling
  - KSMH Extreme Rules Champion[12]

- DFW All-Pro Wrestling
  - Sterling Silver Champion[13]
  - Women’s Champion[14]

- River City Wrestling
  - RCW Phoenix Champion (2)[15]
  - RCW Women's Championship[16]

- Texas Wrestling Cartel
  - Trap Queen Champion[17]

- Lucha Libre Voz
  - Queen of Queens Champion[18]